# 布雷尚
布雷尚（法語：Bréchamps，法語發音：[bʁeʃɑ̃]）是法国厄尔-卢瓦省的一个市镇，位于该省北部，属于德勒区。

## 地理
布雷尚（48°40'20"N, 1°31'17"E）面积5.43 平方千米，位于法国中央-卢瓦尔河谷大区厄尔-卢瓦省，该省份为法国北部内陆省份，北起顺时针与厄尔省、伊夫林省、埃松省、卢瓦雷省、卢瓦-谢尔省、萨尔特省和奧恩省接壤。
与布雷尚接壤的市镇（或旧市镇、城区）包括：克鲁瓦西耶、绍东、库隆、诺让勒鲁瓦。

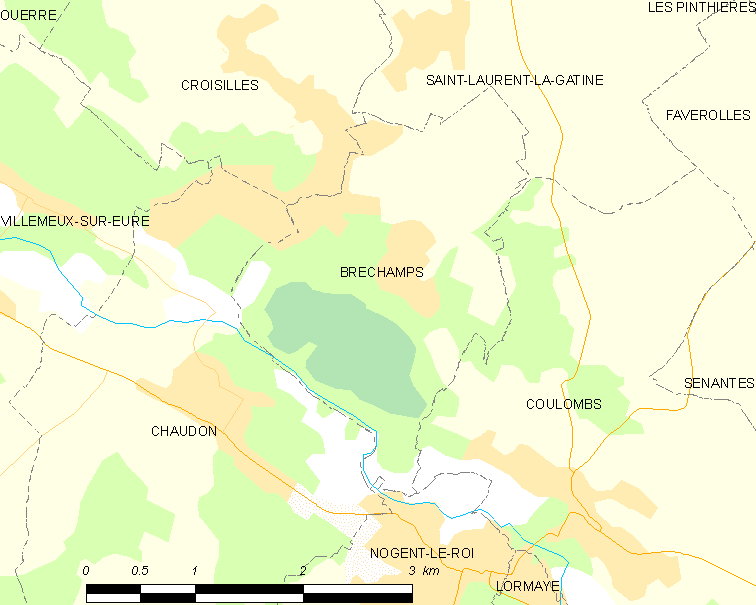
布雷尚的OSM定位图

布雷尚的时区为UTC+01:00、UTC+02:00（夏令时）。

## 行政
布雷尚的邮政编码为28210，INSEE市镇编码为28058。

## 政治
布雷尚所属的省级选区为德勒第二县。

## 人口

1962-2008年间布雷尚人口变化图示

布雷尚于2022年1月1日时的人口数量为365人。